# Isla de Navaza
La Isla de Navaza o Navassa (en inglés Navassa Island, en francés Île de la Navasse o La Navase, y en criollo haitiano Lanavaz o Lavash) es uno de los catorce territorios no incorporados de los Estados Unidos de América.
Consiste en una isla deshabitada del mar Caribe. La isla está bajo el control de los Estados Unidos y administrado por el Servicio de Pesca y Vida Silvestre de los Estados Unidos. Haití reclama la isla Navaza y la incluye como parte del departamento de Grand'Anse, alegando que posee títulos de soberanía sobre ella desde 1801. Pescadores, en su mayoría provenientes de Haití, trabajan en las aguas alrededor de Navaza. Existen también reclamaciones territoriales de instituciones privadas.

## Historia
En 1504 Cristóbal Colón, quien había varado en Jamaica durante su cuarto viaje, envió en canoas a Diego Méndez de Segura y a Bartolomeo Fieschi junto con indígenas a la isla de La Española en busca de ayuda. Pasaron por una isla que no tenía agua a la que llamaron Navaza, nombre que le dieron en alusión a las navas de España. La descripción de su descubrimiento se halla en el libro Historia del Almirante, escrito por su hijo Fernando Colón: 

Como para atravesar de una isla a otra era menester navegar 250 leguas sin haber en el camino, sino una isleta o escollo que dista ocho leguas de la Española (...) socorriendo con dos gotillas a los indios, los sostuvieron hasta el fresco de la tarde, alentándolos y asegurándoles que presto llegarían a una isleta llamada Navaza, que estaba en su viaje a ocho leguas distante de la Española (...)

Pero como eran enviados por el que Dios quería salvar, les hizo merced, en ocasión tan angustiosa, de que Diego Méndez viese que salía la luna encima de tierra, pues la cubría una isleta, a modo de eclipse; de otro modo no hubieran podido verla, porque era muy pequeña, y en atención a la hora. Confortándolos Méndez con esta alegría, y mostrándoles la tierra, les dio mucho ánimo, y habiéndoles repartido, para mitigar la sed, una poca agua del barril, bogaron de modo que a la mañana siguiente se hallaron sobre la isla que según hemos dicho, distaba ocho leguas de la Española, y era llamada Navaza.

Hallaron que ésta era toda de piedra viva, de media legua de circuito. Desembarcados donde mejor pudieron, dieron muchas gracias a Dios por tal socorro, y porque no había en ella agua dulce viva, ni árbol alguno, sino peñascos, anduvieron de peña en peña, recogiendo con calabazas el agua llovediza que hallaban, de la que Dios les dio tanta abundancia, que fue bastante para llenar los vientres y los vasos; aunque los más prudentes advirtieron a los otros que bebiesen con moderación, llevados por la sed, bebieron sin tino algunos indios, y se murieron allí; otros, enfermaron de grave dolencia.

Esa isla fue evitada por los marinos durante los siguientes 350 años, excepto por ocasionales bucaneros. Por el Tratado de Basilea (22 de julio de 1795), toda la isla de La Española (y sus islas adyacentes) fueron cedidas por España a Francia, sin especificarse si la cesión incluía a Navaza. Adquirió luego mención relevante durante el periplo adelantado por Simón Bolívar por Haití, en búsqueda de ayuda para la causa emancipadora, trasladándose desde Jamaica el 24 de diciembre de 1815, en donde escribió: “La Carta de Jamaica”, cruzó frente a Navaza quedando impresionado por su belleza natural, circunstancia de la cual existe también registro histórico. 

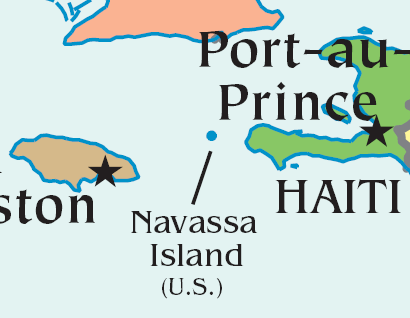
Ubicación de la isla de Navaza al sur de Cuba, este de Jamaica y oeste de Haití.

En 1857 la soberanía de la isla fue reclamada por Peter Duncan, un capitán de mar estadounidense, invocando el Acta de Islas Guaneras de 1856, debido a sus depósitos de guano. Alegó el descubrimiento de la isla el 1 de julio de 1857 y su toma de posesión el 19 de septiembre de ese año, siendo la tercera isla reclamada por medio de esa ley estadounidense. Haití protestó por la anexión estadounidense de la isla en 1858 y reclamó su soberanía sobre ella. Sin embargo, Estados Unidos rechazó esa reclamación.
Los depósitos de guano fueron explotados activamente entre 1865 y 1898. El fosfato procedente del guano es un abono orgánico que se volvió importante para la agricultura de los Estados Unidos a mediados del siglo XIX. Duncan transfirió sus derechos de descubridor de la isla a su empleador, un comerciante de guano de Jamaica, quien a la vez vendió los derechos a la recién creada Navassa Phosphate Company de Baltimore. Luego de una interrupción debido a la guerra Civil en los Estados Unidos, la compañía construyó mejor infraestructura para la extracción del guano, además de alojamiento para 140 trabajadores afroamericanos provenientes de Maryland, casas para supervisores blancos, tiendas y una iglesia. La extracción empezó en 1865. Los trabajadores extraían el guano con dinamita y hachas, y lo llevaban hasta la bahía de Lulu (por medio de vías férreas), donde se almacenaba en sacos y se embarcaba en botes para transferirlo al barco de la compañía, el S. S. Romance. El alojamiento en la bahía de Lulu fue llamado Lulu Town, nombre que aparece en mapas de la época. 

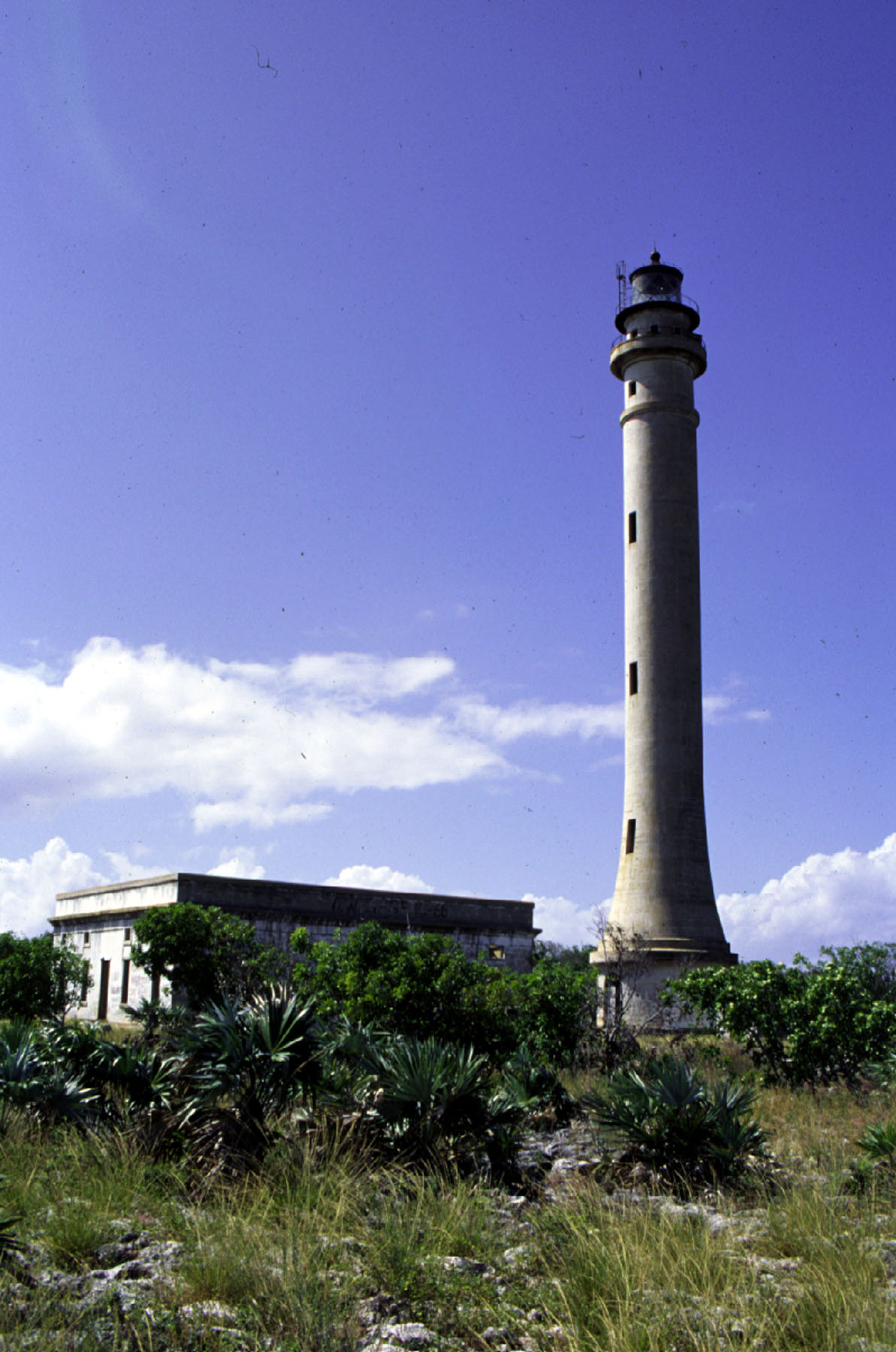
Faro de la Isla de Navaza.

Cargar guano en medio del fuerte calor tropical, bajo estrictas reglas de trabajo impuestas por los abusivos supervisores blancos, provocó una rebelión en la isla en 1889. Cinco supervisores murieron en el enfrentamiento. Un barco de guerra estadounidense regresó 18 trabajadores a Baltimore, Maryland, para ser juzgados por asesinato. La Order of Galilean Fisherman (Orden de los Pescadores Galileos), una sociedad fraternal afroamericana, recaudó dinero para defender a los trabajadores en la corte federal, alegando que éstos atacaron en defensa propia y que los Estados Unidos no tenían jurisdicción completa sobre la isla. El caso fue a la Corte Suprema de Estados Unidos en octubre de 1890, la cual decidió que el Acta de Islas Guaneras era constitucional, por lo que se previó la ejecución de tres de los trabajadores en la primavera de 1891. Una petición hecha por Iglesias afroamericanas llegó al presidente Benjamin Harrison, quien decidió conmutar las penas de los trabajadores por prisión.
Se continuó extrayendo guano en Navaza, pero a un nivel mucho más reducido. La guerra hispano-estadounidense de 1898 forzó a la Compañía de Fosfato a abandonar la isla y declararse en bancarrota, y los nuevos dueños abandonaron la isla en 1901.
Navaza adquirió importancia nuevamente con la apertura del canal de Panamá en 1914. El transporte marítimo entre la costa este de los Estados Unidos y el canal pasa entre Cuba y Haití y Navaza, la cual siempre había sido un peligro para la navegación, pues necesitaba un faro. En 1917, se construyó un faro, el cual medía 46 m y se encontraba a 120 m s. n. m. Tres personas fueron asignadas para vivir allí hasta que el faro fue automatizado en 1929. Durante la Segunda Guerra Mundial, la Marina de Estados Unidos creó un puesto de observación en la isla. Pero luego, la isla ha permanecido deshabitada. 
Una expedición científica de la Universidad Harvard estudió el terreno y la vida marina de la isla en 1930. Desde la Segunda Guerra Mundial, operadores de radio han aterrizado frecuentemente en la isla para difundir programas desde este territorio, al cual le ha sido otorgado estado de país por la American Radio Relay League, asignándole el prefijo indicativo KP1. 
Desde 1903 a 1917 Navaza fue una dependencia de la Base Naval de la Bahía de Guantánamo, y de 1917 a 1996 estuvo bajo la administración de la Guardia Costera (United States Coast Guard). El 29 de agosto de 1996 la Guardia Costera de los Estados Unidos desmanteló el faro de Navaza. Desde el 16 de enero de 1997 la isla pasó a ser administrada por el Departamento del Interior de los Estados Unidos (U.S. Department of the Interior), que la puso bajo el control de su Oficina de Asuntos Insulares (Office of Insular Affairs). Navaza fue agrupada, para propósitos estadísticos, con otras islas guaneras del Caribe que estaban bajo posesión estadounidense bajo el nombre grupal de United States Miscellaneous Caribbean Islands.
Una expedición científica en 1998, liderada por el Center for Marine Conservation de Washington D. C., describió a Navaza como "la única reserva de biodiversidad del Caribe". 
El 3 de diciembre de 1999 el Servicio de Pesca y Vida Silvestre de los Estados Unidos (United States Fish and Wildlife Service) asumió la responsabilidad administrativa de Navaza, que se volvió un Refugio de Fauna Nacional conocido como Navassa Island National Wildlife Refuge. La Oficina de Asuntos Insulares retuvo la autoridad sobre la isla en asuntos políticos, mientras que judicialmente se halla bajo la jurisdicción del Tribunal de Circuito de EE. UU. más cercano. 
El acceso a Navaza es peligroso y los visitantes necesitan permiso de la Oficina de Pesca y Vida Silvestre de Boquerón, Puerto Rico, para entrar en sus aguas territoriales o desembarcar. Desde su transformación en reserva, se ha negado la entrada a los operadores radioaficionados.

## Geografía

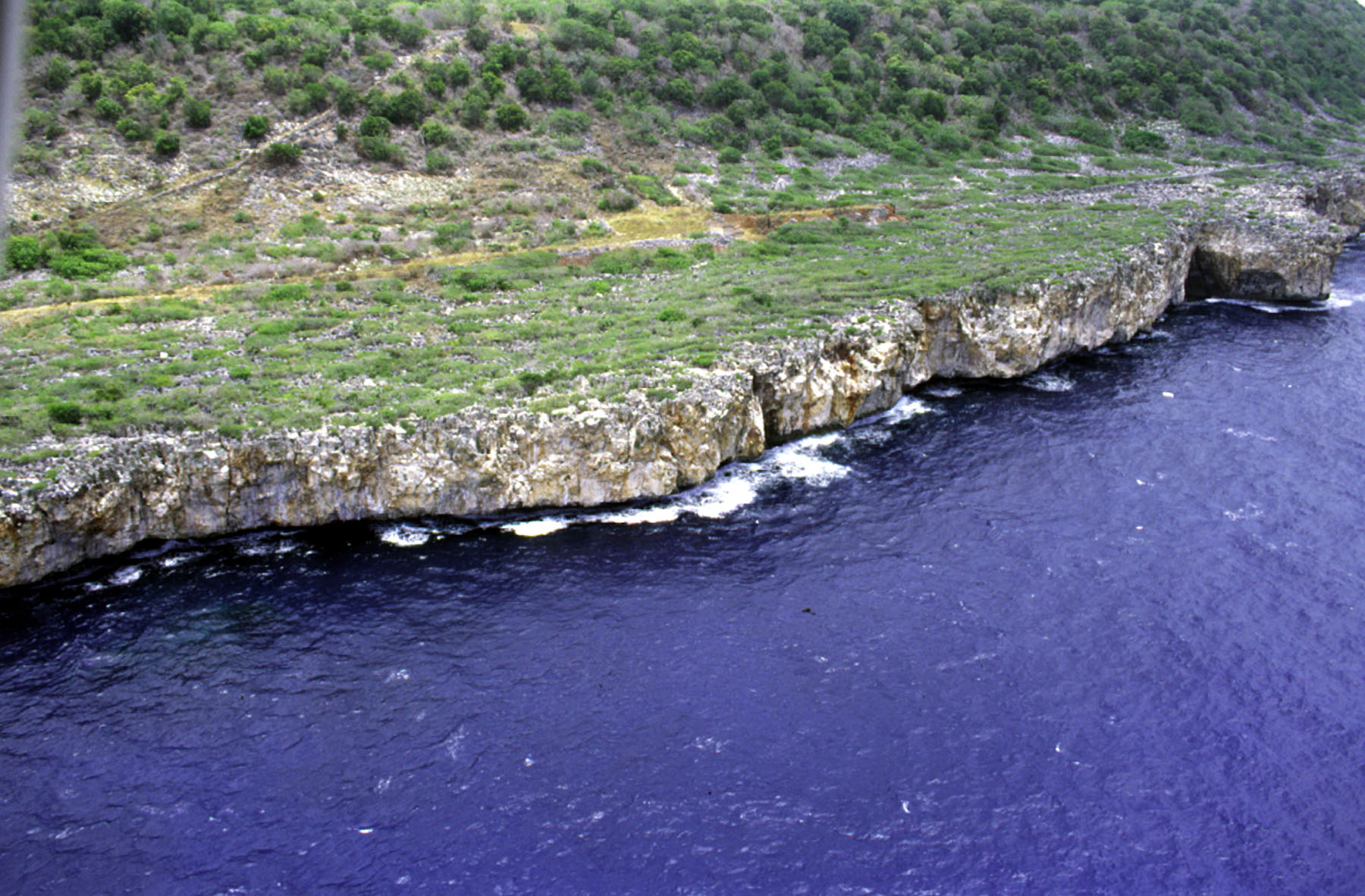
Fotografía aérea que muestra la escarpada costa rocosa que rodea la isla.

La isla de Navaza abarca 5,4 km² de superficie y está situada en una ubicación estratégica a 160 km al sur de la Base Naval de la Bahía de Guantánamo que Estados Unidos posee en la isla de Cuba, y en el camino entre Haití y Jamaica, en el canal de Jamaica.
La mayoría del territorio consiste de rocas, aunque también crece hierba; además existen árboles y cactus esparcidos por la isla.
El terreno de la isla de Navaza se compone principalmente de coral y piedra caliza expuestos, la isla está rodeada por acantilados blancos verticales de 30 a 50 pies (9,1 a 15,2 m) de altura, pero con suficientes pastizales para sustentar rebaños de cabras. La isla está cubierta por un bosque de cuatro especies de árboles: higuera de hoja corta (Ficus populnea var. Brevifolia), ciruela paloma (Coccoloba diversifolia), lentisco (Sideroxylon foetidissimum) y madera venenosa (Metopium brownei).

### Ecología
La topografía, la ecología y la historia moderna de la isla Navaza son similares a las de la isla Mona, una pequeña isla de piedra caliza ubicada en el Pasaje de la Mona entre Puerto Rico y la República Dominicana, que alguna vez fueron centros de extracción de guano y son reservas naturales para los Estados Unidos.
Pescadores haitianos transitorios y otras personas acampan en la isla de Navaza, pero por lo demás está deshabitada. No tiene puertos ni puertos, solo fondeaderos en alta mar, y su único recurso natural es el guano. La actividad económica consiste en la pesca de subsistencia y las actividades comerciales de arrastre.
Había ocho especies de reptiles nativos, todos los cuales se cree que son, o han sido, endémicos de la isla Navaza: Celestus badius (un lagarto anguid), Aristelliger cochranae (un gecko), Sphaerodactylus becki (un gecko), Anolis longiceps (un anole), Cyclura (cornuta) onchiopsis (una iguana de roca), Leiocephalus eremitus (un lagarto de cola rizada), Tropidophis bucculentus (una boa enana) y Typhlops sulcatus (una serpiente diminuta). De estos, los primeros cuatro siguen siendo comunes y los últimos cuatro probablemente se extinguieron. Los gatos, perros y cerdos salvajes habitan actualmente la isla.
En 2012, una rara especie de coral, Acropora palmata (coral cuerno de alce), se encontró bajo el agua cerca de la isla. Se encontró que el coral restante estaba en buenas condiciones.

## Reclamación haitiana
La Constitución de Haití (Capítulo II: Du Territoire de la République D'Haïti) hace un explícito reclamo de la isla de Navaza, considerándola parte de su territorio:

ARTICLE 8:

Le territoire de la République d'Haïti comprend:

a) La partie Occidentale de l'Ile d'Haïti ainsi que les Iles adjacentes: la Gonâve, La Tortue, l'Ile à Vache, les Cayemites, La Navase, La Grande Caye et les autres iles de la Mer Territoriale;

La isla se halla a 60 km de la costa del cabo Tiburón en el departamento Sur, al cual ha sido asignada por el Gobierno haitiano.
La reclamación haitiana es respaldada por Cuba. Ambos países firmaron un tratado de delimitación marítima el 27 de octubre de 1977 estableciendo los límites de forma que la isla fue considerada parte de Haití. Diversas fuentes informales señalan que Cuba y Jamaica tendrían reivindicaciones durmientes sobre Navaza. Sin embargo, ni en el citado tratado, ni en el que Cuba firmó con Jamaica el 18 de febrero de 1994 se ha hecho reivindicación alguna de la isla por parte de esos países, y el límite entre ambos ha sido establecido de forma tal que comienza en un punto tripartito Navaza-Cuba-Jamaica como continuación del límite acordado por Cuba y Haití.
Pendiente de una solución a la disputa por la isla entre Haití y los Estados Unidos, Cuba y Jamaica han rehusado las sugerencias del segundo país para establecer límites marítimos con ellos en torno a Navaza.
Otras fuentes oficiosas señalan una supuesta reclamación durmiente por parte de Colombia. Sin embargo, los límites marítimos entre este país y Haití fueron establecidos completamente mediante el tratado del 17 de febrero de 1978, no habiéndose hecho reserva alguna por parte de Colombia. Tampoco se hizo reserva el 12 de noviembre de 1993, cuando fue firmado un tratado de límites marítimos entre Colombia y Jamaica.

## Intentos de Micronación
En torno a la situación legal ambigua de la isla y su carácter deshabitado, ha habido grupos de personas que han intentado establecer una Micronación en la zona, como el Gran Ducado de Navaza, establecida por colombianos monárquicos el 1 de diciembre de 2005. Esta monarquía esta presidida por Javier Miguel Gamez Vizcaíno, descendiente de la Nobleza española del Reino de Navarra (Casa de Gorraíz Beaumont de Navarra), así como también de la Nobleza indígena del Cacicazgo de Queca, el de los Guehipas y de los Muiscas, y de los Conquistadores españoles.